# San Vero Milis
San Vero Milis – miejscowość i gmina we Włoszech, w regionie Sardynia, w prowincji Oristano.
Według danych na rok 2004 gminę zamieszkiwało 2396 osób, 33,3 os./km². Graniczy z Baratili San Pietro, Milis, Narbolia, Riola Sardo, Tramatza i Zeddiani.